# Vladimir Seunig
Vladimir (Valdemar) Seunig, slovenski hipolog, športni jahač, * 8. avgust 1887, Trebnje, † 24. december 1976, München.
Vladimir Seunig je bil znan tudi kot Valdemar oz. Waldemar Seunig.
Seunig je za Jugoslavijo nastopil na Poletnih olimpijskih igrah 1924 v Parizu, kjer je v dresurnem jahanju osvojil 24. mesto.